# Sam Maisonobe
Sam Maisonobe (Toulouse, 8 september 2003) is een Frans wielrenner.

## Carrière
In zijn jeugd was Maisonobe actief als triatleet. In 2023 nam hij deel aan zijn eerste wielerwedtrijden. In 2024 maakte hij onderdeel uit van Vendée U, een Franse wielerploeg op amateurniveau. In het begin van het seizoen behaalde hij enkele overwinningen en ereplaatsen in het Franse amateurcircuit. Daarnaast werd hij in april achttiende in Luik-Bastenaken-Luik voor beloften. In de Ronde van de Isard won Maisonobe de derde etappe, na in de slotfase van de koers te zijn weggereden uit een kopgroep. Een week later werd hij vijfde in het door Noa Isidore gewonnen nationale kampioenschap op de weg voor beloften. In augustus won Maisonobe twee etappes en droeg hij drie dagen de leiderstrui in de Ronde van Guadeloupe. In het eindklassement bleven enkel Kevin Castillo en Sebastián Castaño hem voor. Wel was hij de beste in het jongerenklassement. Begin september werd bekend dat Maisonobe in 2025 prof zou worden bij Cofidis.

## Overwinningen
2024
3e etappe Ronde van de Isard
2e en 8e etappe Ronde van Guadeloupe
Jongerenklassement Ronde van Guadeloupe

## Resultaten in voornaamste wedstrijden
|      | \| Jaar \| Gent-Wevelgem \| Amstel Gold Race \| \| ---- \| ------------- \| ---------------- \| \| 2025 \| 53e \| opgave \| |                  |
| Jaar | Gent-Wevelgem | Amstel Gold Race |
| 2025 | 53e | opgave           |

## Ploegen
- 2025 –  Cofidis

Allegaert · Aniołkowski · Aranburu · Buchmann · Carr · Coquard · De Gendt · Debeaumarché · Ferron · Finé · Fretin · Herrada · Izagirre · Izquierdo · Knight · Lastra · Maas · Mahoudo · Maisonobe · Moniquet · Oldani · Ourselin · Perez · Renard · Robeet · Samitier · Teuns · Thomas · Toumire · Touzé